# Peter Cushing
Peter Wilton Cushing (ur. 26 maja 1913 w Kenley w Anglii, zm. 11 sierpnia 1994 w Canterbury) – brytyjski aktor.
Występował w filmach brytyjskiej wytwórni Hammer Film Productions, głównie horrorach o Draculi i Frankensteinie oraz jako Wielki Moff Tarkin w filmie Gwiezdne wojny: część IV – Nowa nadzieja (1977). Wcześniej starał się o rolę Obi-Wana Kenobiego, którą ostatecznie dostał Alec Guinness. Wizerunek Petera Cushinga (CGI) pojawił się w filmie Łotr 1. Gwiezdne wojny – historie (2016) będącym spin-offem serii Gwiezdne wojny.

## Filmografia

### Filmy
- 1939 – The Man in the Iron Mask
- 1940 – Laddie
- 1940 – A Chump at Oxford
- 1940 – Vigil in the Night
- 1940 – The Hidden Master
- 1940 – Women in War
- 1940 – The Howards of Virginia
- 1940 – Dreams
- 1941 – They Dare Not Love
- 1948 – Hamlet
- 1951 – When We Are Married
- 1952 – If This Be Error
- 1952 – Asmodée
- 1952 – Moulin Rouge
- 1952 – The Silver Swan
- 1953 – The Noble Spaniard
- 1953 – A Social Success
- 1953 – Rookery Nook
- 1954 – The Black Knight
- 1954 – The Face of Love
- 1955 – The Browning Version
- 1955 – The End of the Affair
- 1955 – Magic Fire
- 1955 – Richard of Bordeaux
- 1956 – Aleksander Wielki (Alexander the Great)
- 1957 – Home at Seven
- 1957 – Time Without Pity
- 1957 – Przekleństwo Frankensteina (The Curse of Frankenstein)
- 1957 – Odrażający człowiek śniegu (The Abominable Snowman)
- 1958 – Violent Playground
- 1958 – The Winslow Boy
- 1958 – Uncle Harry
- 1958 – Dracula / Horror Draculi (Dracula / Horror of Dracula)
- 1958 – Zemsta Frankensteina (The Revenge of Frankenstein)
- 1959 – Pies Baskerville’ów (The Hound of the Baskervilles)
- 1959 – John Paul Jones
- 1959 – Mumia (The Mummy)
- 1960 – The Flesh and the Fiends
- 1960 – Cone of Silence
- 1960 – Narzeczona Draculi (The Brides of Dracula)
- 1960 – Suspect
- 1960 – Sword of Sherwood Forest
- 1961 – The Hellfire Club
- 1961 – Fury at Smugglers' Bay
- 1961 – The Naked Edge
- 1962 – Peace with Terror
- 1962 – Cash on Demand
- 1962 – Captain Clegg
- 1962 – The Devil's Agent
- 1963 – The Man Who Finally Died
- 1964 – Zło Frankensteina (The Evil of Frankenstein)
- 1964 – Gorgona (The Gorgon)
- 1965 – Gabinet Grozy doktora Zgrozy (Dr. Terror’s House of Horrors)
- 1965 – Ona (She)
- 1965 – The Skull
- 1965 – Dr Who wśród Daleków (Dr. Who and the Daleks)
- 1966 – Island of Terror
- 1966 – Najazd Daleków na Ziemię (Daleks' Invasion Earth: 2150 A.D.)
- 1967 – Some May Live
- 1967 – Frankenstein stworzył kobietę (Frankenstein Created Woman)
- 1967 – Night of the Big Heat
- 1967 – Torture Garden
- 1968 – The Blood Beast Terror
- 1968 – Korupcja (Corruption)
- 1969 – Frankenstein musi zginąć (Frankenstein Must Be Destroyed)
- 1970 – Scream and Scream Again
- 1970 – One More Time
- 1970 – Wampiryczni kochankowie (The Vampire Lovers)
- 1971 – Dom wampirów (The House That Dripped Blood)
- 1971 – Twins of Evil
- 1971 – I, Monster
- 1972 – Incense for the Damned
- 1972 – Opowieści z krypty (Tales from the Crypt)
- 1972 – Beyond the Water's Edge
- 1972 – Dracula A.D. 1972
- 1972 – Nocne lęki (Fear in the Night)
- 1972 – Dr Phibes powraca (Dr. Phibes Rises Again)
- 1972 – Asylum
- 1972 – Pociąg grozy (Horror Express)
- 1973 – Nothing But the Night
- 1973 – The Creeping Flesh
- 1973 – And Now the Screaming Starts!
- 1973 – Szatański plan Draculi (The Satanic Rites of Dracula)
- 1974 – Opowieści zza grobów (From Beyond the Grave)
- 1974 – W kręgu szaleństwa (Madhouse)
- 1974 – The Beast Must Die
- 1974 – Frankenstein i potwór z piekła (Frankenstein and the Monster from Hell)
- 1974 – Legenda siedmiu złotych wampirów (The Legend of the 7 Golden Vampires)
- 1974 – Tendre Dracula
- 1975 – The Ghoul
- 1975 – Legend of the Werewolf
- 1975 – Shatter
- 1976 – Trial by Combat
- 1976 – At the Earth's Core
- 1976 – The Devil's Men
- 1976 – The Great Houdini
- 1977 – Gwiezdne wojny (Star Wars)
- 1977 – Shock Waves
- 1977 – The Uncanny
- 1977 – Die Standarte
- 1978 – Son of Hitler
- 1979 – A Touch of the Sun
- 1979 – Przygoda arabska (Arabian Adventure)
- 1980 – A Tale of Two Cities
- 1981 – Misterio en la isla de los monstruos
- 1981 – Asalto al casino
- 1983 – Dom długich cieni (House of the Long Shadows)
- 1984 – Helen Keller: The Miracle Continues
- 1984 – Ściśle tajne (Top Secret!)
- 1984 – Miecz bohaterów (Sword of the Valiant: The Legend of Sir Gawain and the Green Knight)
- 1984 – The Masks of Death
- 1986 – Biggles
- 2016 – Łotr 1. Gwiezdne wojny – historie (obraz wygenerowany komputerowo[1])

### Seriale
- 1951–1957 – BBC Sunday-Night Theatre
- 1952 – Pride and Prejudice
- 1953 – Epitaph for a Spy
- 1953 – You Are There
- 1962 – Drama 61-67
- 1962 – ITV Television Playhouse
- 1963 – The Spread of the Eagle
- 1963 – Comedy Playhouse
- 1964 – Story Parade
- 1965 – Thirty-Minute Theatre
- 1967 – Rewolwer i melonik (The Avengers)
- 1968 – Sherlock Holmes
- 1973 – Great Mysteries
- 1974 – The Zoo Gang
- 1976 – Looks Familiar
- 1976 – Space: 1999
- 1976 – The New Avengers
- 1980 – Hammer House of Horror
- 1983 – Tales of the Unexpected